# Hilde Wagener
Hilde Wagener (Hannover, 26 de septiembre de 1904-Baden bei Wien, 26 de diciembre de 1992) fue una actriz teatral y cinematográfica austroalemana.

## Biografía
Su nombre completo era Brunhilde Karoline Katherine Wagener, y nació en Hannover, Alemania. Cursó estudios en la Escuela de Comercio, y después acudió al Pensionado Töchterheim Gerda de Berlín. Tras su formación como actriz con Anna Uhlig en Berlín, hizo su debut teatral en el Deutschen Theater de Hannover. Posteriormente se mudó a Viena, Austria, donde actuó en el Wiener Bühne y en el Renaissancetheater de la ciudad.
Hilde Wagener debutó en el cine en 1923 con la película Die Gasse der Liebe und der Sünde, y desde 1924 a 1990 formó parte del Burgtheater de Viena, llegando a ser nombrada miembro honorario del mismo. Además, en 1933 fue premiada con el nombramiento como Kammerschauspielerin (actriz de cámara).
Tras el Anschluss (anexión de Austria) en 1938, solicitó el referéndum con las palabras: „Ich bin mir bewußt, daß wir dieses Wunder unserem Führer Adolf Hitler verdanken! “Soy consciente de este milagro que le debemos a nuestro Führer Adolf Hitler". Durante la Segunda Guerra Mundial todavía pudo actuar en el Burgtheater y, además de su trabajó como actriz, desde 1942 a 1945 se ocupó como enfermera en el Hospital general de Viena.
Finalizada la Guerra, Wagener siguió en activo, principalmente como actriz teatral, aunque también actuó en el cine, en películas como Sissi. En 1949 fundó un grupo de apoyo para compañeros artistas necesitados, y en 1955 el club Künstler helfen Künstlern (Artista ayuda a artistas).
Hilde Wagener falleció en Baden bei Wien, Austria, en 1992. Había estado casada con el actor Otto Tressler (1871–1965) Su hijastro, Georg Tressler (1917–2007), fue un famoso director teatral.

## Premios
- 1933: Nombramiento de Kammerschauspielerin austriaca
- 1952: Premio Karl Renner[5][6]
- 1953: Anillo Adolf von Sonnenthal
- 1955: Orden al Mérito de la República Austriaca
- 1963: Condecoración de las Ciencias y de las Artes de Austria, primera clase
- 1964: Anillo de honor del Burgtheater
- 1970: Medalla de Oro de Honor de la Capital Austriaca, Viena

## Filmografía
- 1923: Die Gasse der Liebe und der Sünde
- 1933: Brennendes Geheimnis
- 1937: Die ganz großen Torheiten[7]
- 1941: Hauptsache glücklich
- 1954: Mädchenjahre einer Königin
- 1955: Drei Männer im Schnee
- 1955: Sissi
- 1956: Ich suche Dich
- 1956: Sissi Emperatriz
- 1962: Forever My Love
- 1963: Die schwarze Kobra
- 1971: Wenn der Vater mit dem Sohne (serie TV)
- 1989: Die Leute vom Schloß  (TV)

## Literatura
- Michael Fritthum, Lotte Tobisch (Hrsg.): Von k.u.k. zu KhK. Die Geschichte von Künstler helfen Künstlern und dem Künstlerheim in Baden. Kral, Berndorf 2006, ISBN 3-902447-16-8. – Inhaltsverzeichnis online (PDF; 281 kB).
- Peter Preissler: Hilde Wagener am Burgtheater. Conferencia. Universidad de Viena, Viena 1970, OBV.
- Hilde Wagener, Lotte Tobisch (Hrsg.): Hilde Wagener zum 75. Geburtstag und zum 30jährigen Bestehen von „Künstler helfen Künstlern“. Österreichischer Bundestheaterverband, Viena 1979, OBV.